# Приключения везиря Ленкоранского ханства
«Приключения везиря Ленкоранского ханства» (азерб. Sərgüzəşti-vəziri-xani-Lənkəran), или «Визирь Ленкоранского ханства» — третья комедия азербайджанского писателя и драматурга Мирзы Фатали Ахундова, написанная в 1851 году. Это первое драматическое произведение, сыгранное на сцене азербайджанского театра.
В комедии высмеиваются коррумпированные и тиранические правители периода азербайджанских ханств, накануне установления власти России. Действия происходят в 1800—1801 гг. Визирь ленкоранского хана Мирза Хабиб, представлен как тиран за стенами своего дома, за исключением правителя, перед которым он унижается. Однако, своими собственными женщинами он подвергается унижениям и обману. Также в комедии на фоне дворцовых и семейных интриг показана самоотверженная любовь свояченицы везира Ниса-ханум и племянника хана Теймур-аги.

## История создания, переводы и издания
Комедия была написана в 1267 году хиджры, что соответствует или 1850 или 1851 гг. Но публикации произведения 1853 года показывают, что оно было написано именно в 1851 году. Изначальным названием комедии было «Приключения везиря Сарабского ханства». Под этим названием в 1853 году комедия была напечатана в газете «Кавказ». В этом же году в переводе самого автора, комедия была напечатана на русском языке в Тифлисе в сборнике под названием «Комедии Мирзы Фат-Али Ахундова».
В 1874 году в сборнике произведений Ахундова на персидском языке комедия была напечатана под названием «Повесть о везире Ленкоранского ханства». Ссылаясь на это, ряд западноевропейских востоковедов считали, что название произведения было изменено переводчиком комедий Ахундова на персидский Мирза Мухаммед Джафар Гараджадаги. Этого взгляда долгое время придерживались и азербайджанские ахундововеды. Но дальнейшие исследования доказали, что Мирза Мухаммед Джафар Гараджадаги заменил слово «Сараб» на «Ленкорань» непосредственно по совету самого Ахундова. Причиной изменения стало то, что действия в произведении происходят и заканчиваются в приморском городе, Сараб же находится вдали от моря. Автор, вскоре почувствовав это несоответствие счёл важным изменить место действия. Сведения об этом встречаются в письме Ахундова публицисту Мирзе Юсиф хану от 17 декабря 1873 года: «Скажите дорогому переводчику, чтобы везде „Повесть о Сарабском хане“ заменил на „Повесть о Ленкоранском хане“… Сараб ошибочно, необходимо писать Ленкорань. Поскольку близ Сараба моря нет». Мирза Юсиф хан сообщил переводчику о желании Ахундова, и тот изменил название комедии. После этого комедия стала издаваться под названием «Приключения везиря Ленкоранского ханства».
В 1928 году комедия была выпущена отдельной книгой.

## Постановки

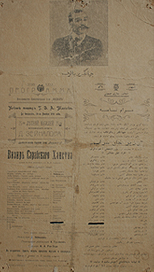
Афиша спектакля 1910 года в честь Джангира Зейналова

В период с 1852 по 1853 год комедия с успехом ставилась на русской сцене в Тифлисе.
10 (22) марта 1873 года эта комедия была избрана для первого азербайджанского любительского спектакля, поставленного в Баку, в зале Бакинского благородного собрания. Постановка комедии состоялась под руководством Гасан-бека Зардаби и при активном участии Наджаф-бека Везирова. Этим самым было положено начало истории азербайджанского театра. Ахундов, узнал об этом событии из газеты «Кавказ» и в своём письме Гасан-беку Зардаби писал: «Я постарел и ждал своей смерти в ближайшее время, но эта новость продлила мою жизнь на десять лет».
В 1897 году, когда в доме Джангира Зейналова комедия готовилась к постановке, для исполнения эпизодических ролей в пьесе не хватало актёров-любителей. Тогда С. М. Ганизаде и Габиб-бек Махмудбеков привлекли своих учеников — Гусейна Халафова (Араблинского) и Мир Махмуда Кязымовского, впоследствии ставших крупными деятелями азербайджанской сцены.
В 2009 году режиссёр Мардан Фейзуллаев поставил эту пьесу на сцене Московского театра «Жар-птица».
26 декабря 2012 года в 200-летнюю годовщину Ахундова комедия была поставлена на сцене Русского драматического театра имени А. С. Грибоедова в Тбилиси.
12 июля 2023 года труппа Шушинского государственного музыкального театра представила комедию в Лачине.